# 仿星器

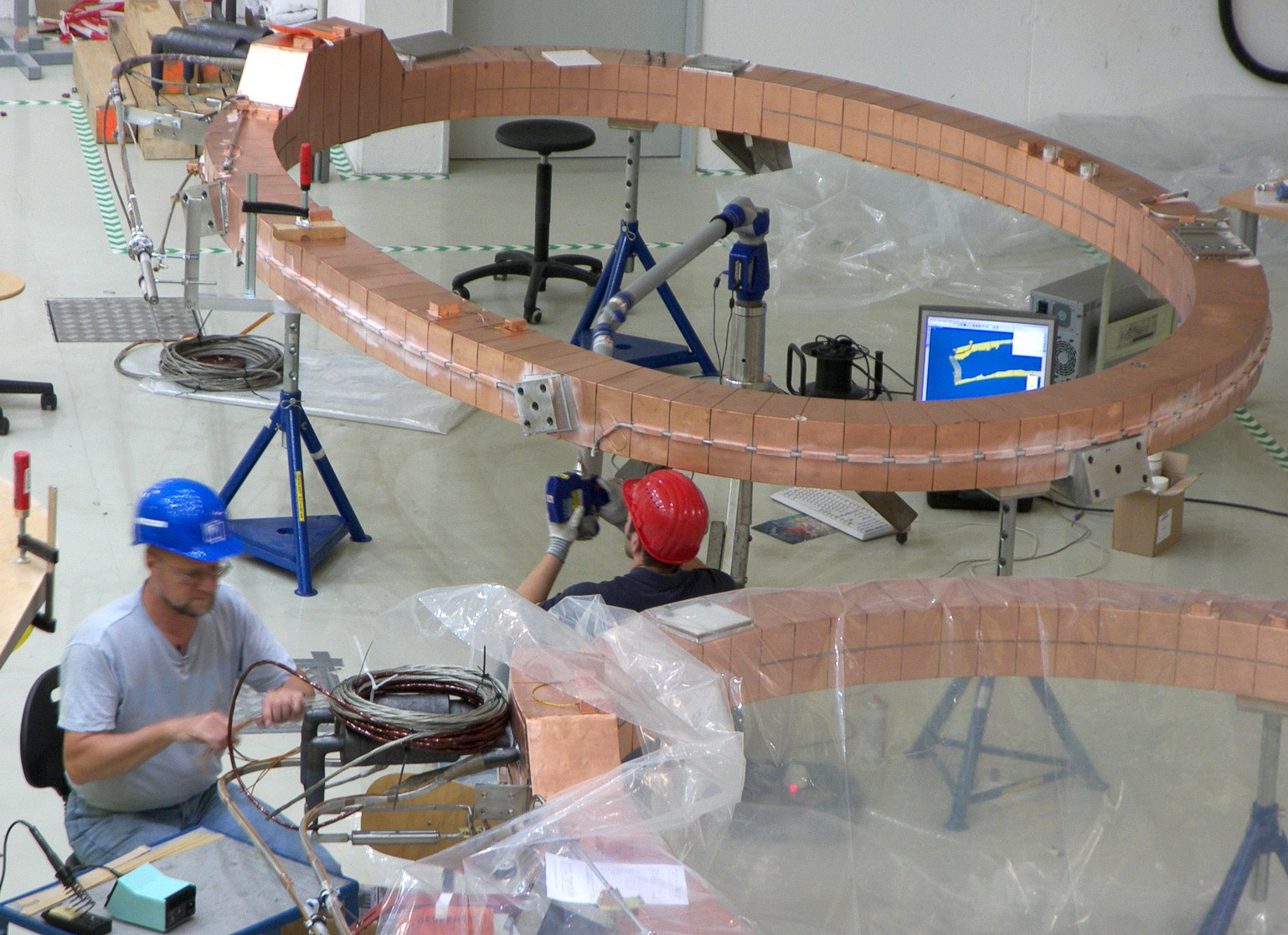
德國格賴夫斯瓦爾德的文德尔施泰因7-X仿星器。正在準備試驗用仿星器線圈。

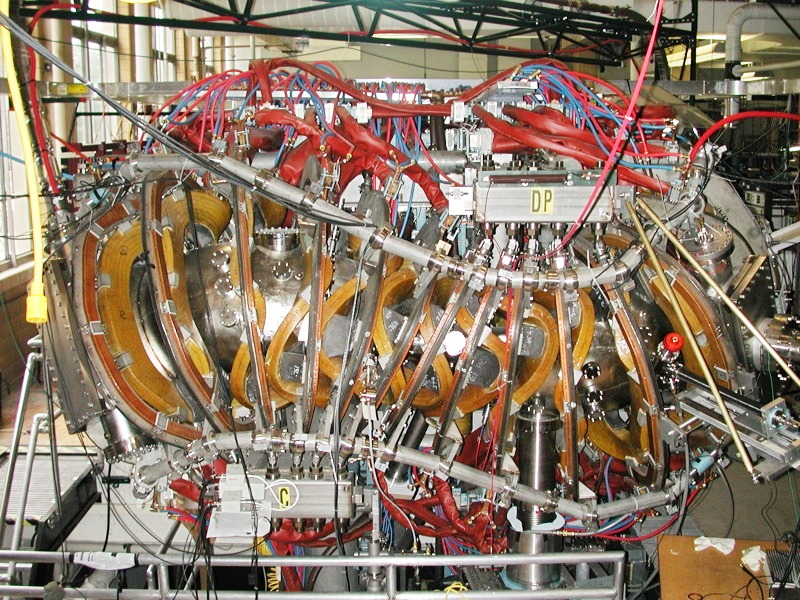
美國螺旋對稱實驗(HSX)仿星器

仿星器（Stellarator）因模擬恆星內部持續不斷的核聚變反應而得名，是以磁場約束核聚變等離子體，穩定運行提供動力的實驗裝置。它是最早期的受控核聚变装置中，最初美國物理學家萊曼·史匹哲在1950年發明，並且在第二年建造在后来的普林斯頓等離子體物理實驗室。这个名字指的是利用恒星对象太阳动力源的可能性。
此種裝置在二十世紀五六十年代的可控核聚變研究當中十分普遍，但是由於七十年代托卡馬克有重大進展，仿星器研究曾一度擱置。近年來由於托卡馬克研究中的一些問題，仿星器的研究逐漸再受重視，且已經建成一些新設備。一些重要的現代仿星器實驗包括德國的文德尔施泰因7-X（W7X），美國的螺旋對稱實驗 （HSX），和日本的大型迴旋場裝置（LHD），大多已經通過真空性能測試、磁測試等等的階段。

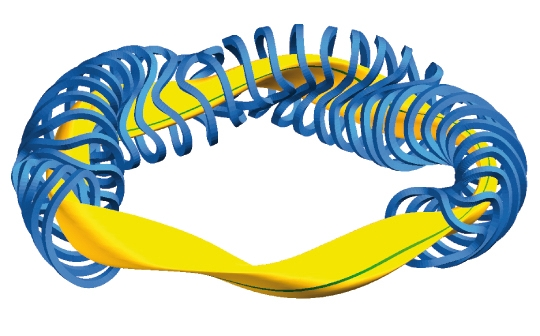
德国文德尔施泰因7-X仿星器的磁面(黄色)和部分线圈(蓝色)

## 参看
- 等离子体物理学
- 等离子体
- 托卡马克